# Ентелодон
Ентелодон (Entelodon, від дав.-гр. ἐντελεῖς ὀδόντες — «завершені або досконалі зуби») — викопний рід парнокопитних ссавців, належать до родини Entelodontidae. Часто називаються близькими родичами свиней, хоча сучасні дослідження показують, що вони ближчі до бегемотових чи навіть китоподібних, ніж до сучасних свиней (разом з бегемотами, китоподібними та низкою вимерлих таксонів складають кладу Cetancodontamorpha).
Згідно з дослідженнями, ентелодони були всеїдними. Вважається, що за способом життя вони були подібні до сучасних диких свиней, хоча розміром зрівнювались з невеликими носорогами. Вони мали ріст до 2,1 м і мозок завбільшки як кулак. Населяли Євразію та Північну Америку з 45 до 25 млн років тому. Частки скелетів ентелодонів знайдені в Монголії; найповніші та краще збережені скам'янілості, відкриті та досліджені у Північній Америці.
Багато зі знайдених черепів ентелодонів мають глибокі подряпини у кістці між очима, інколи глибиною до 2 см. Вважається, що такі пошкодження вони зазвичай отримували у сутичках з іншими ентелодонами. Будова пащі дозволяла розкривати її так широко, що всередині поміщалася майже вся голова противника. Кісткові шишки на лицевій частині черепа, схожі з тими, що мають сучасні бородавочники, розташовані так, щоб захистити вразливі органи під час таких сутичок. Навіть дуже суворо пошкодженні черепи ентелодонів не мають подряпин довкола захищених таким чином очей та носа.
Їх величезні щелепи були досить потужні, щоб перекушувати товсті кістки. Поряд з рештками ентелодонів знаходять багато кісток інших тварин зі слідами від їхніх зубів. Ентелодони, безсумнівно, були переважно падальниками й з'їдали будь-яку мертву чи безпорадну тварину, з якою стикалися. Їх зуби з товстою емаллю часто знаходяться зламаними, а також містять характерні подряпини, які дозволяють припустити, що в посушливі сезони ентелодони жували деревину та коріння, щоб отримати воду.

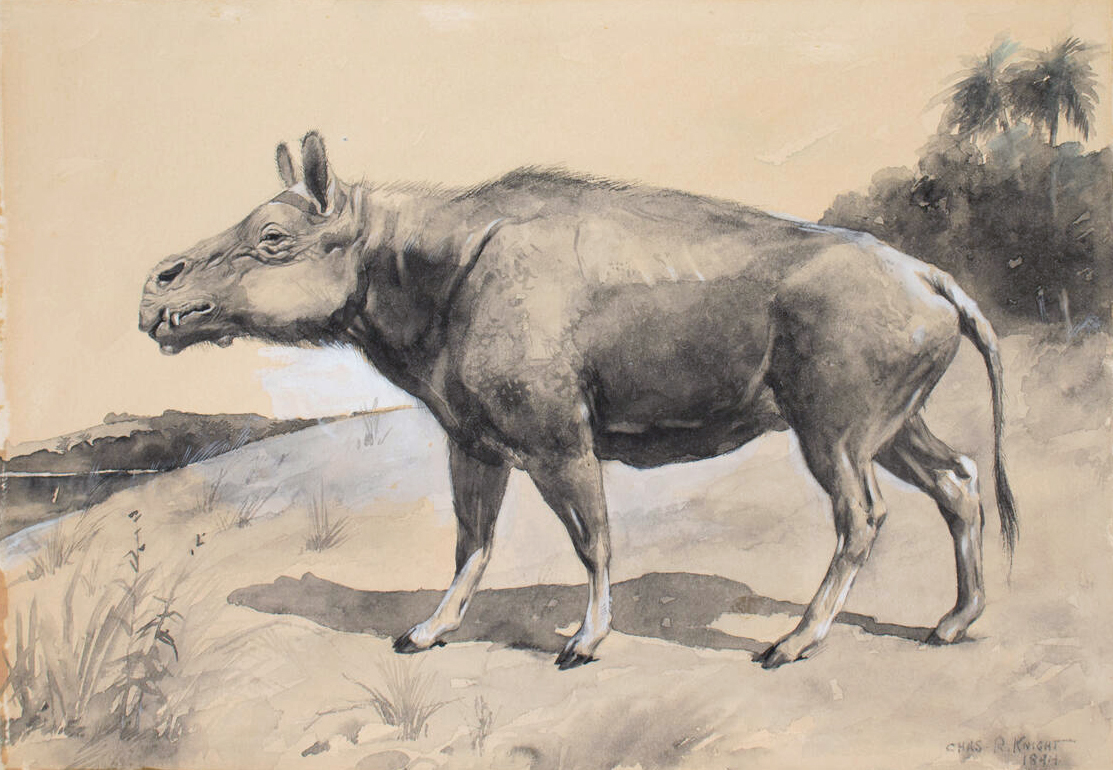
Реконструкція

Ентелодони супроводжували великі стада рослиноїдних тварин, пожираючи померлих та доповнюючи свою дієту рослинністю. Найімовірніше вони не були активними хижаками. Ентелодон був недостатньо швидкий для переслідування і занадто великий та помітний, а також, мабуть, занадто смердючий, щоб мати змогу підкрадатися непоміченим чи сидіти у засідці. Однак хворі, знесилені чи поранені тварини, без сумніву, ставали жертвами ентелодонів. Втім, деякі спеціалісти вважають, що ентелодони могли займатися й активним полюванням на здорову здобич.

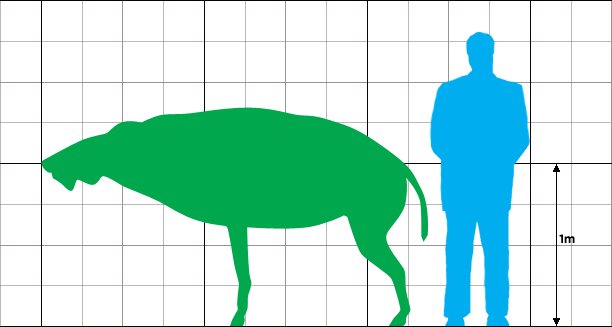
Порівняння розмірів людини та E. deguilhemi

Вважається можливим, що ентелодони значну частку своєї поживи одержували, відбираючи здобич у справжніх хижаків, наприклад, гієнодонів. Вони були цілком здатні до цього, особливо якщо нападали зграєю.

## Зображення в медіа
Ентелодони способом комп'ютерного моделювання та анімації були відтворені у третій серії фільму Бі-Бі-Сі «Прогулянки з доісторичними тваринами». Зображена сутичка між двома ентелодонами, а також показано, як зграя ентелодонів відбирає у гієнодона вбитого ним халікотерія.
Також ентелодони показані в телефільмі «Загублений світ» 2001 року.